# Haruki Murakami
Haruki Murakami (村上 春樹?, Murakami Haruki; Kyoto, 12 gennaio 1949) è uno scrittore e traduttore giapponese.
È stato tradotto in circa cinquanta lingue e i suoi best seller hanno venduto milioni di copie. Le sue opere di narrativa si sono guadagnate il consenso della critica e numerosi premi, sia in Giappone che a livello internazionale, come il premio World Fantasy (2006), il Frank O'Connor International Short Story Award (2006), il Premio Franz Kafka (2006) e il Jerusalem Prize (2009).
Fra i suoi titoli più celebri si ricordano Nel segno della pecora (1982), Norwegian Wood (1987), L'uccello che girava le viti del mondo (1994-1995), Kafka sulla spiaggia (2002) e 1Q84 (2009–2010). Ha inoltre tradotto un cospicuo numero di opere dall'inglese al giapponese, spaziando da Raymond Carver a J. D. Salinger.

## Biografia

Firma di Murakami

Haruki Murakami nasce il 12 gennaio 1949 a Kyoto, durante il baby-boom successivo alla seconda guerra mondiale e agli esordi del miracolo economico giapponese. Trascorre l'infanzia e l'adolescenza in una zona tra le principali città del Kansai. Il padre, Chiaki, figlio di un monaco buddista, Benkishi, priore del tempio Anyō-ji di Higashiyama-ku, insegna letteratura giapponese alla scuola Kōyō Gakuinishi di Nishinomiya, in cui incontra la futura moglie Miyuki, anch'ella docente, figlia di negozianti di Senba, nelle immediate vicinanze di Osaka. La famiglia si trasferisce l’anno seguente a Ashiya, un piccolo paese nella prefettura di Hyōgo, dove Murakami frequenta la scuola media comunale Seidō che si trova nel quartiere residenziale vicino a casa sua. Successivamente si iscrive al liceo Kōbe, nella città omonima, un rinomato istituto di preparazione per gli esami di ammissione all’università. A Kōbe Murakami, che ha già potuto spaziare liberamente con le letture grazie al padre, entra in contatto con libri di autori stranieri, soprattutto di lingua inglese, cominciando poi a scrivere sul giornale della scuola.
Nell’aprile del 1968, dopo aver fallito una prima volta l'esame di ammissione all'università statale e aver trascorso un anno da rōnin, finalmente arriva a Tōkyō e studia drammaturgia presso la facoltà di Lettere dell'università Waseda; si laureerà nel 1975 con una tesi sull'idea del viaggio nel cinema statunitense. Viene ammesso al dormitorio Wakei-juku dove sono in vigore regole molto rigide ma che si trova a dieci minuti dalla facoltà. Proprio la facilità di tornare a casa a piedi lascia Murakami libero di gironzolare, bevendo, nei dintorni dell'università. Una sera, ubriaco, ruba l'insegna dell'Università Femminile del Giappone, viene fermato da un poliziotto e, incapace di muoversi per lo stato di ubriachezza, viene trasportato sulla stessa insegna al dormitorio. Viene quindi etichettato come cattivo soggetto ed espulso dopo sei mesi dal dormitorio.
Con l'aiuto della segreteria studenti trova un appartamento economico di tre tatami. Con il passare del tempo, anche a causa della distanza rispetto all'università, frequenta sempre meno le lezioni. Gli anni della sua frequenza universitaria sono anche gli anni delle rivolte studentesche ma, nonostante ciò abbia sicuramente influito sul suo pensiero giovanile, Murakami non prende parte ai tumulti essendo una persona solitaria. Lavora, invece, part-time, bazzica i jazz bar e va al cinema talmente spesso da affermare di aver visto più di duecento film in un anno.
Nel 1969 trasloca nuovamente in una stanza d'angolo, al secondo piano e grande sei tatami. In questi anni approfondisce sempre di più il rapporto con Yōko Takahashi che, da semplice amicizia, si trasforma in una relazione che sfocia nel matrimonio nel 1971. Murakami per un anno smette di frequentare l'università e comincia a lavorare per un canale televisivo. A causa dell'insoddisfazione sul posto di lavoro decide di aprire un jazz bar insieme alla moglie, grazie ai prestiti ottenuti da una banca e ai soldi guadagnati dalla coppia, lavorando di giorno in un negozio di dischi e di sera in una caffetteria. Il bar viene aperto a Kokubunji (Tokyo), nel 1974, e viene chiamato “Peter Cat”, dal nome di un gatto che lo scrittore aveva avuto con sé qualche anno prima e poi lasciato a un suo amico in campagna.
Il "Peter Cat" di giorno era una caffetteria, mentre di sera era un bar che vendeva anche alcolici; l'ambiente era senza finestre, sedie e tavoli di legno, pareti bianche in stile spagnolo e foto di gatti dappertutto. Murakami preparava cocktail, metteva musica, leggeva libri e ascoltava le persone; come ha ammesso lui stesso, questa esperienza è stata preziosa per la sua formazione di scrittore. Nel 1977 il jazz bar viene trasferito in una zona più centrale di Tokyo. Il nuovo locale ha come insegna un enorme Stregatto e all'interno tutto (tavoli, bastoncini, tazze, fiammiferi e altro ancora) è decorato con dei gatti.
Murakami fino a questo momento ha vissuto interessandosi alle sue due passioni: la musica e la letteratura, concentrandosi però prevalentemente sulla prima, consapevole di non avere ancora l'esperienza necessaria per scrivere un libro. Nell'aprile del 1978 scopre però improvvisamente la sua vocazione letteraria, e inizia così la redazione del suo romanzo d'esordio, Ascolta la canzone del vento (Kaze no uta o kike), pubblicato nel 1979. Grazie a esso vince il premio Gunzo (群像新人文学賞?, Gunzō Shinjin Bungaku Shō) come migliore esordiente. L'anno seguente dà alle stampe Il flipper del 1973 (1973-nen no pinbōru), mentre risale al 1982 la pubblicazione di Sotto il segno della pecora (Hitsuji o meguru bōken), che gli vale il Premio letterario Noma (野間文芸新人賞?, Noma Bungei Shinjin Shō) per scrittori emergenti.
I tre libri vengono solitamente riuniti sotto il nome de La trilogia del Ratto perché uno dei personaggi principali si chiama appunto "il Ratto". Nel 1981 Murakami vende il jazz bar e comincia a vivere dei proventi ricavati dalla vendita dei suoi libri. Nell'ottobre del 1984 si trasferisce a Fujisawa, nella prefettura di Kanagawa, una città sul mare a 50 chilometri da Tokyo, mentre nel gennaio del 1985 trasloca a Sendagawa, presso Tokyo. Nel 1985 vince il Premio Tanizaki (谷崎潤一郎賞?, Tanizaki Jun'ichirō Shō) con La fine del mondo e il paese delle meraviglie (Sekai no owari to Hādo-boirudo Wandārando). Nel febbraio del 1986 si trasferisce di nuovo, questa volta a Ōiso, nella prefettura di Kanagawa.
Dall'ottobre 1986 viaggia tra la Grecia e l'Italia, in particolare, in Sicilia e a Roma, dove scrive nel 1987 Tokyo blues, Norwegian wood (Noruwei no mori) — che si rivela subito un autentico caso letterario, vendendo due milioni di copie in un anno — e tra il 1987 e il 1988, Dansu dansu dansu (Dance Dance Dance), pubblicato nel 1988. Nel 1991 si trasferisce negli Stati Uniti dove diviene prima ricercatore associato nell'Università di Princeton, e l'anno successivo professore associato nella stessa università. Nel 1992 esce Kokkyō no minami, taiyō no nishi, in italiano A sud del confine, a ovest del sole. Nel luglio del 1993 l'ennesimo trasferimento, a Santa Ana (California), per insegnare all'università William H. Taft.
Nel 1994 e nel 1995 vengono pubblicati i tre volumi di Nejimaki-dori kuronikuru, L'uccello che girava le viti del mondo, che gli valgono nel 1996 il prestigioso Premio Yomiuri. Nel 1997 viene pubblicato Underground. In questo saggio, Murakami raccoglie le interviste ai sopravvissuti e ai parenti delle vittime dell'attentato alla metropolitana di Tokyo compiuto con il gas Sarin dalla setta Aum nel 1995, cercando anche di tracciare un quadro del Giappone contemporaneo. Nel 1999 esce Supūtoniku no koibito, in italiano La ragazza dello Sputnik.
Nel 2001 si trasferisce infine a Ōiso, prefettura di Kanagawa, dove vive tuttora dedicandosi, oltre che alla scrittura, alla corsa: vanta infatti all'attivo oltre venticinque maratone disputate e addirittura un'ultramaratona. Nel 2006 riceve il Frank O'Connor International Short Story Award per la raccolta di racconti brevi I salici ciechi e la donna addormentata e vince il World Fantasy Award con il romanzo Kafka sulla spiaggia. Sempre lo stesso anno gli viene conferito il Premio Franz Kafka, in passato già assegnato ad autori del calibro di Philip Roth, Harold Pinter ed Elfriede Jelinek. Haruki Murakami è il traduttore in giapponese delle opere di Raymond Carver, che considera uno dei suoi mentori letterari. Scrive infatti:
Gli autori che hanno maggiormente influenzato l'opera di Murakami sono numerosi. Oltre al già citato Carver, sono presenti Franz Kafka, Francis Scott Fitzgerald, Raymond Chandler, John Irving, Fëdor Dostoevskij, J. D. Salinger, Anton Čechov, Gabriel García Márquez, Richard Brautigan, Kurt Vonnegut, Philip K. Dick, Truman Capote, Honoré de Balzac e William Shakespeare.

## Opere

### Romanzi
| Anno | Titolo originale                                                                                       | Titolo italiano                                                           | Anno       | Editore                     |
| ---- | --- | ------------------------------------------------------------------------- | ---------- | --------------------------- |
| 1979 | 風の歌を聴け Kaze no uta o kike                                                                        | Ascolta la canzone del vento                                              | 2016       | Einaudi                     |
| 1980 | 1973年のピンボール 1973-nen no pinbōru                                                                 | Il flipper del '73                                                        | 2016       | Einaudi                     |
| 1982 | 羊をめぐる冒険 Hitsuji o meguru bōken                                                                  | Nel segno della pecora                                                    | 1992, 2010 | Longanesi, Einaudi          |
| 1985 | 世界の終りとハードボイルド・ワンダーランド Sekai no owari to Hādo-boirudo Wandārando                   | La fine del mondo e il paese delle meraviglie                             | 2002, 2008 | Baldini & Castoldi, Einaudi |
| 1987 | ノルウェイの森 Noruwei no mori                                                                         | Norwegian Wood                                                            | 1993, 2006 | Feltrinelli, Einaudi        |
| 1988 | ダンス・ダンス・ダンス Dansu dansu dansu                                                               | Dance Dance Dance                                                         | 1998       | Einaudi                     |
| 1992 | 国境の南、太陽の西 Kokkyō no minami, taiyō no nishi                                                    | A sud del confine, a ovest del sole                                       | 2000, 2013 | Feltrinelli, Einaudi        |
| 1994 | ねじまき鳥クロニクル Nejimaki-dori kuronikuru                                                          | L'uccello che girava le viti del mondo                                    | 1999, 2007 | Baldini & Castoldi, Einaudi |
| 1999 | スプートニクの恋人 Supūtoniku no koibito                                                               | La ragazza dello Sputnik                                                  | 2001       | Einaudi                     |
| 2002 | 海辺のカフカ Umibe no Kafuka                                                                           | Kafka sulla spiaggia                                                      | 2008       | Einaudi                     |
| 2004 | アフターダーク Afutā dāku                                                                              | After Dark                                                                | 2008       | Einaudi                     |
| 2009 | いちきゅうはちよん Ichi-kyū-hachi-yon                                                                  | 1Q84                                                                      | 2011       | Einaudi                     |
| 2013 | 色彩を持たない多崎つくると、彼の巡礼の年 Shikisai o motanai Tazaki Tsukuru to, kare no junrei no toshi | L'incolore Tazaki Tsukuru e i suoi anni di pellegrinaggio                 | 2014       | Einaudi                     |
| 2017 | 騎士団長殺し 第１部: 顕れるイデア編 Kishidanchō Koroshi. 1: Arawareru idea-hen                         | L'assassinio del commendatore. Libro primo. Idee che affiorano            | 2018       | Einaudi                     |
| 2018 | 騎士団長殺し 第２部: 遷ろうメタファー編 Kishidanchō Koroshi. 2: Utsurou metafā-hen                     | L'assassinio del commendatore. Libro secondo. Metafore che si trasformano | 2019       | Einaudi                     |
| 2023 | 街とその不確かな壁 Machi to sono futashika na kabe                                                     | La città e le sue mura incerte                                            | 2024       | Einaudi                     |

### Raccolte di racconti
- 1979-1980 - Vento & Flipper (raccolta comprendente i due romanzi brevi d'esordio Ascolta la canzone del vento - 風の歌を聴け Kaze no uta o kike, 1979 - e Il flipper del '73 - 1973年のピンボール 1973-nen no pinbōru, 1980) - Einaudi 2016. (ISBN 9788806227982 ).
- 1993 - L'elefante scomparso e altri racconti (象の消滅 Zō no shōmetsu, 1993), 17 racconti - Einaudi 2009 (ISBN 9788806216672).
- 2000 - Tutti i figli di Dio danzano (神の子どもたちはみな踊る Kami no kodomo-tachi wa mina odoru, 2000), 6 racconti - Einaudi 2005 (ISBN 9788806216986).
- 2006 - I salici ciechi e la donna addormentata (めくらやなぎと眠る女 Mekurayanagi, to nemuru onna, 2006), 24 racconti - Einaudi 2010 (ISBN 9788806216962).
- 2014 - Uomini senza donne (女のいない男たち Onna no inai otokotachi, 2014), 7 racconti - Einaudi 2015. (ISBN 9788806225872).
- 2020 - Prima persona singolare (一人称単数 Ichininshō Tansū, 2020), 8 racconti - Einaudi 2021 (ISBN 9788806248284)

#### Serie di racconti illustrati
Tutti i racconti illustrati sono stati pubblicati da Einaudi in Italia.
- Sonno (ねむりNemuri, 1989), illustrato da Menschik Kat - Einaudi 2014 (ISBN 9788806223649).
- La strana biblioteca (ふしぎな図書館 Fushigi na toshokan, 2005), illustrato da Lorenzo Ceccotti - Einaudi 2015 (ISBN 9788806225889).
- Gli assalti alle panetterie (パン屋襲撃 Pan'ya shūgeki + パン屋再襲撃 Pan'ya saishūgeki, 1986), illustrato da Igort - Einaudi 2016 (ISBN 9788806229771).
- Ranocchio salva Tokyo (かえるくん、東京を救う Kaerukun, Tōkyō o sukuu, 1999), illustrato da Lorenzo Ceccotti - Einaudi 2017 (ISBN 9788806236533).
- Abbandonare un gatto (猫を棄てるー父親について語るときに僕の語ること Neko o suteru chichioya ni tsuite kataru toki ni boku no kataru koto, 2019), illustrato da Emiliano Ponzi - Einaudi 2020 (ISBN 9788806246020).

### Saggi
- Underground. Racconto a più voci dell'attentato alla metropolitana di Tokyo (アンダーグラウンド (村上春樹) Andāgurando, 1997) - Einaudi 2003 (ISBN 9788806219840).
- L'arte di correre (走ることについて語るときに僕の語ること Hashiru koto ni tsuite kataru toki ni boku no kataru koto, 2007) - Einaudi 2009 (ISBN 9788806216665).
- Assolutamente Musica (小澤征爾さんと、音楽について話をする, 2011) - Einaudi 2019 (ISBN 9788806242718).
- Ritratti in jazz (raccolta di ポ－トレイト・イン・ジャズ Pōtoreito in jazu e ポ－トレイト・イン・ジャズ 2 Pōtoreito in jazu 2, 2001) - Einaudi 2013 (ISBN 9788806225292).
- Il mestiere dello scrittore (職業としての小説家 Shokugyo to shite no shosetsuka, 2015) - Einaudi 2017 (ISBN 9788806232146 ).

### Traduzioni
- Courtlandt Bryan: The Great Dethriffe (1970).
- Truman Capote: A Christmas Memory (1956), One Christmas (1982), Colazione da Tiffany (1958), I Remember Grandpa, Children on Their Birthdays (1940).
- Raymond Carver: tutte le opere.
- Raymond Chandler: Addio, mia amata (1940), Il lungo addio (1953).
- Bill Crow: Jazz Anecdotes, From Birdland to Broadway.
- Terry Farish: The Cat Who Liked Potato Soup.
- Francis Scott Fitzgerald: La mia città perduta (1922), Il grande Gatsby (1925).
- Jim Fusilli: The Beach Boys' Pet Sounds.
- Mikal Gilmore: Shot in the Heart.
- Mark Helprin: Swan Lake (1989).
- John Irving: Setting Free the Bears (1968).
- Ursula K. Le Guin: Gattivolanti (1988), Il ritorno dei gattivolanti (1989), Wonderful Alexander and the Catwings, Jane on her Own.
- Tim O'Brien: The Nuclear Age (1985), The Things They Carried (1990), July, July (2002).
- Grace Paley: Enormous Changes at the Last Minute, The Little Disturbances of Man.
- J. D. Salinger: Il giovane Holden (1951).
- Mark Strand: Mr. and Mrs. Baby and Other Stories (1985).
- Paul Theroux: World's End and Other Stories (1980).
- Chris Van Allsburg: Polar Express (1985), The Wretched Stone (1991), The Mysteries of Harris Burdick (1984), Ben's Dream, Two Bad Ants (1988), The Sweetest Fig (1993), The Window's Broom, The Stranger (1986), The Wreck of the Zephyer, The Garden of Abdul Gasazi (1979).

## Adattamenti
Diversi suoi lavori sono stati adattati come film, cortometraggi o opere teatrali. Di seguito sono elencati i film tratti dalle sue opere.
| Titolo dell'opera originale                                                               | Titolo del film                 | Anno | Regista                      |
| ----------------------------------------------------------------------------------------- | ------------------------------- | ---- | ---------------------------- |
| Ascolta la canzone del vento                                                              | Kaze no uta o kike              | 1980 | Kazuki Ōmori                 |
| Il secondo assalto a una panetteria, dalla raccolta L'elefante scomparso e altri racconti | Der Eisbär                      | 1998 | Til Schweiger e Granz Henman |
| Tony Takitani, dalla raccolta I salici ciechi e la donna addormentata                     | Tony Takitani                   | 2004 | Jun Ichikawa                 |
| Tutti i figli di Dio danzano                                                              | All God's Children Can Dance    | 2008 | Robert Logevall              |
| Norwegian Wood                                                                            | Norwegian Wood                  | 2010 | Tran Anh Hung                |
| Granai incendiati, dalla raccolta L'elefante scomparso e altri racconti                   | Burning                         | 2018 | Lee Chang-dong               |
| Drive My Car, dalla raccolta Uomini senza donne                                           | Drive My Car                    | 2021 | Ryusuke Hamaguchi            |
| Scheherazade, dalla raccolta Uomini senza donne                                           | Drive My Car                    | 2021 | Ryusuke Hamaguchi            |
| Kino, dalla raccolta Uomini senza donne                                                   | Drive My Car                    | 2021 | Ryusuke Hamaguchi            |
| Tutti i figli di Dio danzano                                                              | Saules aveugles, femme endormie | 2022 | Pierre Földes                |
| L'elefante scomparso e altri racconti                                                     | Saules aveugles, femme endormie | 2022 | Pierre Földes                |
| I salici ciechi e la donna addormentata                                                   | Saules aveugles, femme endormie | 2022 | Pierre Földes                |